# Franz Meyen

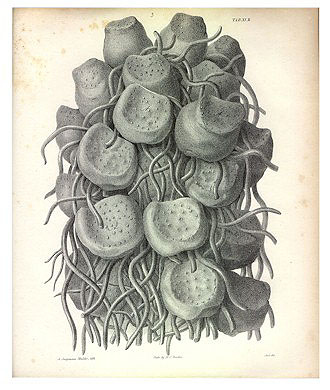
Planxa de Ueber die neuesten Fortschritte der Anatomie und Physiologie der Gewächse (1834).

Franz Julius Ferdinand Meyen (Tilsit, Prússia oriental, 28 de juny de 1804 - Berlín, 2 de setembre de 1840) va ser un metge i botànic prussià 
L'any 1830 va escriure Phytotomie, el primer gran estudi sobre anatomia vegetal. Entre 1830 i 1832 va prendre part en una expedició a Amèrica del Sud a bord del vaixell Prinzess Luise, va visitar Perú i Bolívia, descrivint espècies noves per a la ciència com el Pingüí de Humboldt.
Va ser professor debotànica a Berlín amb Heinrich Friedrich Link, va ser coeditor de la revista "Jahresberichte über die Arbeiten für physiologische Botanik" (1837-1839).
El gènere de plantes Meyenia commemora el seu cognom.
Morí a Berlín el 1840.

## Algunes obres
- 1828, Anatomisch-physiologische Untersuchungen über den Inhalt der Pflanzenzellen, Berlin: Hirschwald.
- 1830, Phytotomie.
- 1837, Ueber die Secretions-Organe der Pflanzen. Berlin: Morin [part of: Müller Library].
- 1837, Neues System der Pflanzen-Physiologie: Erster Band. Berlin: Haude & Spener.
- 1838, Jahresbericht über die Resultate der Arbeiten im Felde der physiologischen Botanik von dem Jahre 1837, Berlin: Nicolai'sche Buchhandlung
- 1839, Jahresbericht über die Resultate der Arbeiten im Felde der physiologischen Botanik von dem Jahre 1838, Berlin: Nicolai'sche Buchhandlung.[1]